# Witold Korecki
Witold Korecki – polski radiowiec, krótkofalowiec.

## Życiorys
W okresie II Rzeczypospolitej pełnił funkcję kierownika technicznego i kierownika amplifikatorni Polskiego Radia Lwów. Występował na falach lwowskiej rozgłośni w audycji pt. Pogadanka radiotechniczna.
24 kwietnia 1932 został prezesem Lwowskiego Klubu Krótkofalowców (LKK) (łącznie był wybierany sześć razy na to stanowisko).
11 listopada 1937 za zasługi na polu pracy zawodowej został odznaczony Złotym Krzyżem Zasługi.